# Cúpula Mundial sobre a Sociedade da Informação

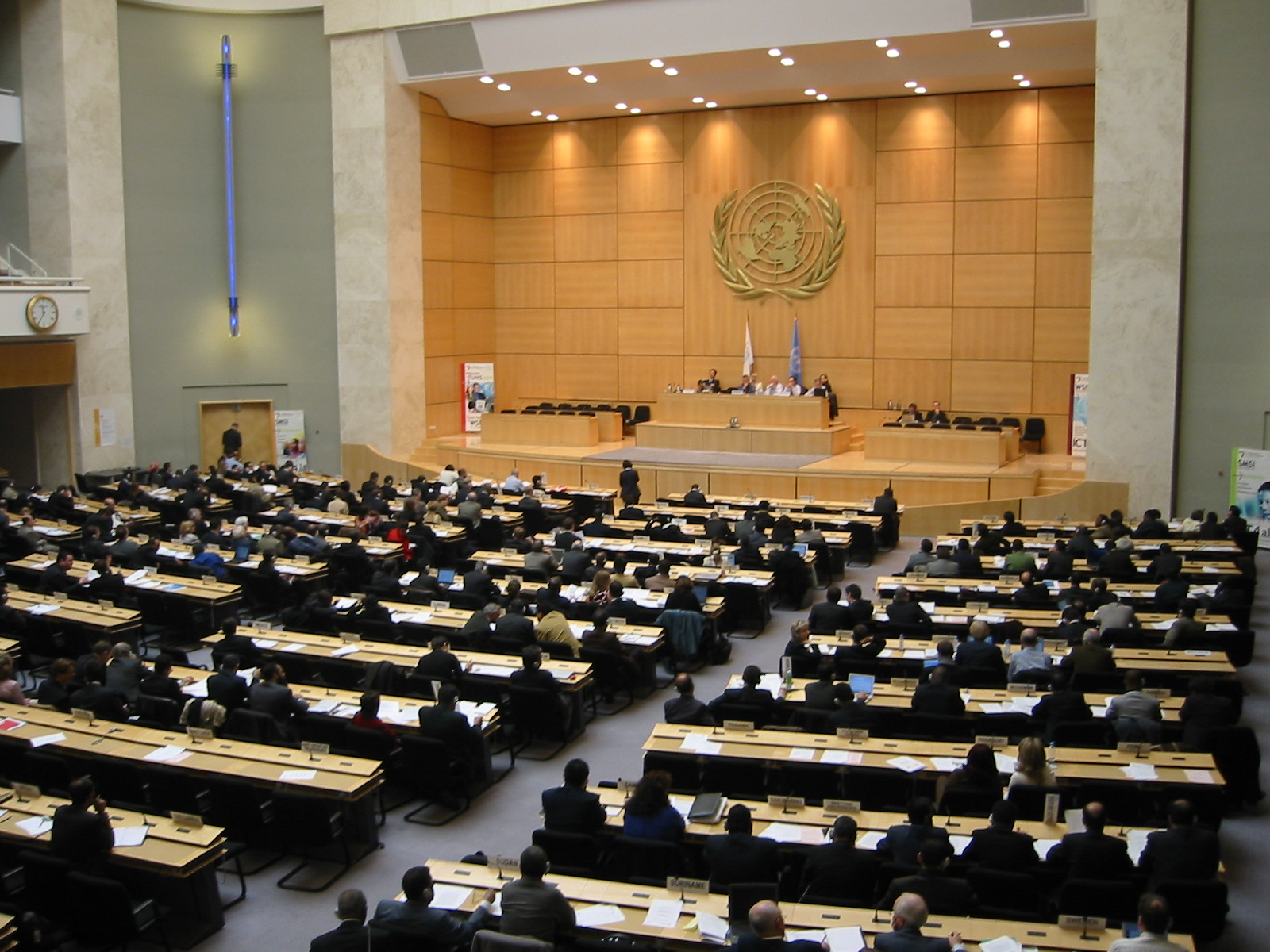
Segunda sessão plenária e preliminar da Cúpula Mundial sobre a Sociedade da Informação, realizada entre 18 e 25 de fevereiro de 2005. Edifício da ONU em Genebra (Suíça).

A Cúpula (português brasileiro) ou Cimeira (português europeu) Mundial sobre a Sociedade da Informação (CMSI) consistiu em dois eventos patrocinados pela Organização das Nações Unidas (ONU) sobre informação, comunicação e, em termos amplos, a Sociedade da Informação que ocorreu em 2003 em Genebra e em 2005 em Túnis. Uma de suas metas principais era diminuir a então chamada exclusão digital global que separa países ricos e pobres através da ampliação do acesso à Internet no mundo em desenvolvimento. As conferências marcaram o dia 17 de Maio como o Dia Mundial da Sociedade da Informação.

## História
Em Dezembro de 2001, a Assembleia Geral das Nações Unidas aprovou uma proposta para uma cúpula global para abordar as questões de Tecnologia da Informação e Comunicação (TIC). A União Internacional de Telecomunicações (UIT) liderou a organização do evento, que incluiu a participação de mais de 50 chefes de Estado. A CMSI é também relacionada com a UNESCO.
Em Novembro de 2002, o Secretário-Geral das Nações Unidas, Kofi Annan propôs um desafio ao Vale do Silício (Silicon Valley), com o intuito de criar sistemas de comunicação para que vilas possam ter acesso a Tecnologias de Informação e Comunicação para Desenvolvimento (ICT4D). Alguns exemplos pelo mundo foram:
- o movimento Simputer na Índia
- Pocket PC da Microsoft
- sistemas wireless metropolitanos gratuitos
- o laptop de 100 dólares criado pelo MIT Media Lab
- localização do Linux em idiomas não suportados por fornecedores comerciais

A primeira fase da Cúpula foi em Dezembro de 2003, em Genebra. O processo da cúpula começou com o primeiro "Prepcom", em Julho de 2002. O último Prepcom, que durou entre os dias 19 e 30 de Setembro de 2005, terminou sem um acordo final sobre a Governança da Internet, com os Estados Unidos rejeitando uma proposta da União Europeia para abandonar o controle da ICANN.
Dessa forma, foi levantada uma questão se tratando da Governança da Internet e do papel dominante dos Estados Unidos em relação à criação de políticas. As ideias mais radicais sobre delegar essa autoridade foram as que apoiaram uma abordagem de sociedade civil para a Governança da Internet (GI).

## Genebra, 2003
Em 2003, na cidade de Genebra, na Suíça, representantes de 175 países participaram da primeira fase do CMSI, onde eles adotaram uma Declaração de Princípios. Esse é o caminho para adquirir uma sociedade de informação acessível para todos e baseada em conhecimento compartilhado. Um Plano de Ação estabeleceu a meta de que 50% da população mundial tenha acesso à Internet em 2015. A Cúpula de Genebra também deixou questões controversas não resolvidas, como a questão do financiamento e a Governança da Internet.
Quando a Cúpula falhou em um acordo sobre o futuro da GI, o Grupo de Trabalho sobre Governança da Internet (GTGI) foi criado com a função de conseguir novas ideias em como progredir.
A segunda fase do CMSI foi realizada entre os dias 16 e 18 de Novembro de 2005, em Túnis, na Tunísia. Isso resultou no acordo sobre o Compromisso de Túnis e a Agenda de Túnis para a Sociedade da Informação, além da criação do Fórum de Governança da Internet.

## Tunis, 2005
Na véspera do evento, em Novembro de 2005, a Associação para Comunicações Progressivas apareceu com a sua posição. A ACP é uma rede internacional de organizações de sociedade civil, cujo objetivo é fortalecer e apoiar grupos e indivíduos trabalhando pela paz, diretos humanos, desenvolvimento e proteção do meio-ambiente, através do uso estratégico de tecnologias de comunicação e informação (TCIs), além da Internet.
A ACP participou intensivamente na CMSI. Dessa forma, ela propôs um conjunto de recomendações sobre governança da Internet na Cúpula de Tunis em 2005, com determinadas ações específicas a serem tomadas nas seguintes áreas:
- Estabelecimento de um Fórum de Governança da Internet.
- A transformação da ICANN em um órgão global, com completa autoridade sobre o gereciamento de DNS, além de uma forma apropriada de responsabilidade de seus participantes no governo, setor privado e sociedade civil.
- A iniciação de uma convenção multi-participante em GI e diretos humanos universais que vai codificar os direitos básicos aplicáveis à Internet, o que estará legalmente conectada à lei internacional, com ênfase particular em cláusulas da declaração universal dos direitos humanos especificamente relevantes para a Internet. Trata-se de direitos como a liberdade de expressão e a liberdade de associação e privacidade.
- Garantir o acesso à Internet é universal e acessível.
- Medidas para promover a capacitação para países em desenvolvimento no que diz respeito a aumentar a participação desses países em fóruns de políticas públicas globais na GI.

A cúpula atraiu 1500 pessoas de Organizações Internacionais, 6200 de Organizações Não-Governamentais (ONGs), 4800 do setor privado e 980 da mídia.

## O Processo de Avaliação da CMSI
O Processo de Avaliação é um seguimento da CMSI cujo propósito é fornecer um registro de atividades realizadas pelos governos, organizações internacionais, setor financeiro, sociedade civil e outras entidades.
Os relatórios regulares sobre a Avaliação da CMSI são os resultados da fase da Cúpula em Tunis, que foi lançado para servir como ferramenta para ajudar o acompanhamento da CMSI. A função desses relatórios é atualizar os participantes sobre as várias atividades relacionadas com as 11 Linhas de Ação identificadas no Plano de Ação de Genebra, que foi aprovado na primeira fase da CMSI.

### A Plataforma de Avaliação da CMSI
A Plataforma de Avaliação da CMSI é uma nova iniciativa que foi lançada por Mr. Zao, Secretário-Geral Adjunto da União Internacional de Telecomunicações (UIT) e presidente da Força-Tarefa da CMSI, cargo da UIT. O objetivo da plataforma é de melhorar funcionalidades existentes e transformar o antigo banco de dados estático em um portal para destacar os projetos relacionados com TCI e iniciativas em consonância com a implementação da CMSI. A plataforma oferece aplicações Web 2.0 interativas para os participantes.

## O Plano de Ação de Genebra
O acompanhamento da CMSI tem o objetivo de realizar as metadas indicativas, que são citadas no Plano de Ação de Genebra e serve como referência global para melhorar a conectividade e o acesso e uso de Tecnologias de Informação e Comunicação (TICs). O Plano de Ação da CMSI inclui as seguintes cláusulas:
- C1. O papel das autoridades de governança pública e todos os participantes na promoção das TCIs para desenvolvimento.
- C2. Infraestrutura de informação e comunicação.
- C3. Acesso ao conhecimento e informação.
- C4. Capacitação.
- C5. Reforço da confiança e segurança no uso de TICs.
- C6. Meio-ambiente propício.
- C7. Aplicações de TIC:
  - E-government
  - E-business
  - E-learning
  - E-health
  - E-employment
  - E-environment
  - E-agriculture
  - E-science
- C8. Diversidade e identidade culturais, diversidade lingüística e conteúdo local
- C9. Meios de comunicação(Mídia)
- C10. Fatores éticos da sociedade da informação
- C11. Cooperação internacional e regional

## Prioridades dos Estados Unidos
Em um documento lançado em Dezembro de 2003, a delegação norte-americana para a CMSI defendeu um forte setor privado e o Estado de Direito como fundamentos críticos para o desenvolvimento de tecnologias de informação e comunicação (TIC) nacionais. O embaixador David Gross, coordenador para políticas internacionais de comunicação e informação, delineou o que ele chamou de "três pilares" da posição dos EUA a jornalistas no dia 3 de Dezembro:
1. Enquanto as nações tentam construir um setor sustentável de TIC, o compromisso com o setor privado e o Estado de Direito deve ser enfatizado.
2. Necessidade de criação de conteúdo e proteção dos direitos de propriedade intelectual de forma a inspirar o desenvolvimento de conteúdo em curso.
3. Garantir a segurança na Internet, nas comunicações eletrônicas e no comércio eletrônico. "Tudo isso funciona e é interessante para as pessoas enquanto elas sintam que as redes são seguras contra ataques cibernéticos, seguras em termos de sua privacidade", disse Gross.

Muitos governos estão preocupados que vários grupos usam servidores baseados nos EUA para disseminar mensagens anti-semitas ou nacionalistas. Essa controvérsia é a consequência da posição americana sobre a liberdade de expressão. Os EUA afirmam que dar o controle dos nomes de domínio da Internet a burocratas internacionais e governos podem levar à censura massiva, o que destruiria a liberdade da Internet como um espaço público global.
Finalmente, o Departamento de Comércio dos Estados Unidos deixou claro que pretende manter o controle dos root servers da Internet por tempo indeterminado.

## Sociedade Civil
Um grande número de Organizações Não-Governamentais (ONGs), instituições científicas, comunidades de mídia e outros estão participando como "sociedade civil" nas preparações para a cúpula, bem como a própria CMSI. Eles tentam estabelecer a mais ampla participação possível de grupos da sociedade civil durante a cúpula e empurrar as questões da mesma na agenda, incluindo os direitos humanos, liberdade de expressão e liberdade de imprensa.
Ao mesmo tempo, há muita discussão sobre a CMSI fora das conferências oficiais. Workshops sobre os temas da cúpula foram realizadas, como por exemplo no Fórum Social Mundial em Porto Alegre.
Na Alemanha, um grupo de trabalho da CMSI iniciado pela Network New Media e pela Fundação Heinrich Böll, tem se reunido desde meados de 2002. Esse grupo se desenvolveu gradualmente em uma coordenação mais ampla da sociedade civil em toda a Alemanha para a CMSI.
Alguns grupos da sociedade civil se mostraram preocupados de que a fase de 2005 da CMSI estivesse sendo realizada na Tunísia, um país que sérias violações aos direitos humanos. A missão de averiguação à Tunísia em Janeiro de 2005 pelo Tunisia Monitoring Group (TMG), encontrou séria preocupação sobre o estado atual de liberdade de expressão e das liberdades civis no país, incluindo restrições brutas na liberdade de imprensa, mídia, editorial e Internet.
A coalizão publicou um relatório de 60 páginas que recomenda medidas para que o governo tunisiano traga o país de acordo com as normas internacionais dos direitos humanos. No encontro do terceiro Comitê de Preparação da CMSI em Gênova, em Setembro de 2005, o TMG lançou uma atualização informando que o relatório não encontrou melhorias quanto a situação dos direitos humanos.
O Fundo de Solidariedade Digital, um organismo independente com o objetivo de reduzir a exclusão digital, foi criado depois das discussões que tiveram lugar na cúpula de Tunis, em 2005.

### Exclusão Digital
A Cúpula Mundial sobre a Sociedade da Informação (WSIS) tem como um dos seus objetivos criar o tipo de sociedade que tenha o livre acesso a ferramentas e tecnologias que possibilitem a extensão da educação e possibilidade de difusão do conhecimento. Kofi Annan, Secretário Geral da ONU, define o termo sociedade da informação da seguinte forma: "capacidades humanas são expandidas e reconhecidas, dando as pessoas o acesso as ferramentas e tecnologias que elas precisam, com o ensino e treinamento para uso eficiente deste novo conhecimento."
Sociedade civil, organizações não governamentais e representantes de classes religiosas, como o Vaticano, reafirmaram no último encontro o posicionamento sobre a exclusão digital mundial. O principal foco de trabalho para acabar com a exclusão digital deve ser a oportunidade de conectar e dar a assistência necessária as pessoas que vivem nas regiões mais pobres e isoladas do mundo. Caso contrário, as novas oportunidades são sempre oferecidas as pessoas que já desfrutam de um bom padrão de vida e excelentes recursos de comunicação, tornando o trabalho ineficaz.
Apesar de diversos setores sociais estarem de acordo com essas definições e propostas, ajustar ações e planos na Cúpula Mundial que tenham como objetivo reduzir esse isolamento e processo de exclusão digital, tem sido um processo de grande mobilização e que necessita de muitas negociações. Compartilhar o conhecimento e possibilitar que paises mais pobres tenham acesso as mesmas condições dos mais desenvolvidos, torna-se uma ameaça, na visão dos países mais ricos, pelo fato de possibilitar o desenvolvimento tecnologico para fins errados, aumentando fenômenos sociais como o terrorismo.
Uma frase do Arcebispo do Vaticano, John P. Foley, resume bem o objetivo da Cúpula Mundial sobre a Sociedade da Informação: "É nossa responsabilidade preencher as lacunas de humanidade e solidariedade para o bem de milhões de pessoas e para garantir o futuro das próximas gerações.". Isso envolve a participação direta da comunidade internacional que deve ter como missão implementar os planos desenvolvidos nas encontros da Cúpula Mundial, para tornar a informação mais acessível para todas as nações.